# Die Gärten der Finzi-Contini
Die Gärten der Finzi-Contini (italienisch: „Il Giardino dei Finzi-Contini“) ist der Titel eines 1962 publizierten Romans von Giorgio Bassani. Die deutsche Übersetzung von Herbert Schlüter erschien 1963. Der Roman handelt von der Freundschaft des Erzählers mit Micòl und Alberto Finzi-Contini in Ferrara vor dem Hintergrund der Rassengesetze und des Ausschlusses der Juden aus dem öffentlichen Leben zur Zeit des Faschismus.

## Überblick
Bei einem Ausflug im April 1957 erinnert sich der Erzähler an die Familie Finzi-Contini, über die er seit langem einen Roman schreiben will (Prolog). Er kennt die großbürgerliche Familie seit seiner Kindheit in den 1920er Jahren vom Besuch der Synagoge. 1929, am Ende der gymnasialen Unterstufe, verliebt er sich in die 13-jährige Micòl während einer kurzen Begegnung an der Mauer des großen Parks ihrer Eltern (Teil I). Die Liebe und Freundschaft mit den Finzi-Contini-Geschwistern beginnt neun Jahre später (Teil II). Nach den Rassegesetzen 1938 werden die Juden aus vielen Bereichen des öffentlichen Lebens ausgeschlossen, u. a. aus den Vorlesungen der Universitäten oder Vereinen. Als die jüdischen Jugendlichen ihre Mitgliedschaft im Tennisclub verlieren, stellt ihnen die Familie Finzi-Contini ihren Tennisplatz zur Verfügung. Den Sommer über trifft sich hier täglich eine kleine Gesellschaft jüdischer und nichtjüdischer junger Leute. Den Kern bildet eine Vierergruppe. Der Erzähler, Micòl und Alberto haben ihre Universitätsstädte Bologna, Venedig und Mailand verlassen und bereiten jetzt in dieser Phase der akademischen Unsicherheit ihre Dissertationen vor. Der Vierte ist Albertos Studienfreund, der ca. 26-jährige nichtjüdische Giampiero Malnate, der als Chemiker bei einem Ferrareser Unternehmen arbeitet. Damit beginnt die Haupthandlung des Romans. Der Erzähler hält sich immer häufiger in der Villa der Finzi-Contini auf (Teil III) und ist von ihrem Lebensstil fasziniert: Von Micòl und ihren Spaziergängen durch den Park, von Albertos individueller moderner Salon-Einrichtung und von der Bibliothek des Professors. Er wird zunehmend in das Familienleben einbezogen, aber auch in das Beziehungsgeflecht der Protagonisten. V. a. die komplizierte, letztlich jedoch einseitige Liebesbeziehung zu Micòl belastet ihn (Teil IV). Diese Handlung spielt sich vor dem politischen Hintergrund der Radikalisierung des Faschismus und der zunehmenden kriegerischen Spannungen in Europa ab und endet im Sommer 1939 mit dem Abschied des Erzählers von der Familie Finzi-Contini.
Im Epilog wird das Schicksal der in einem deutschen Konzentrationslager ermordeten Familie Finzi-Contini skizziert.

## Inhalt

### Die Familie des Erzählers und die Finzi-Contini
Der Erzähler denkt während eines Ausflugs an das Grabmal der Finzi-Contini in Ferrara und dies erinnert ihn an sein lange gehegtes Vorhaben, einen Roman über seine Jugendzeit und seine Freundschaft mit der Familie zu schreiben (Prolog).
Im ersten Teil des Micòl Finzi-Contini gewidmeten Romans, dem als Motto ein Zitat aus Manzonis „Die Verlobten“ über die Unkenntnis des Herzens von Ereignissen der Vergangenheit vorangestellt ist, werden die Familiengeschichten und die Kindheitserlebnisse geschildert:
Seine Familie und die Finzi-Contini gehören beide dem jüdischen Großbürgertum Ferraras an, doch begegnen sie sich nur distanziert und haben unterschiedliche Lebensweisen. Der Vater des Erzählers hat Medizin studiert, den Beruf des Arztes aber nur in seiner Jugend ausgeübt. Seit dem Tod des Großvaters Raffaello verwaltet er das Landgut in Masi Torello und kümmert sich um die beiden Stadthäuser in der Via Vignatagliata. Er nimmt am öffentlichen Leben teil, treibt Sport und ist Mitglied des renommierten Klubs der Kaufleute. Der Erzähler wohnt mit seinen Eltern, den Geschwistern Ernesto und Fanny und dem Dienstpersonal in einer großen Villa, die allerdings dem Anwesen der Finci-Contini gegenüber bescheiden wirkt. 
Professor Ermanno Finzi-Contini residiert dagegen mit seiner Frau Olga Herrera, deren Mutter Regina und den Kindern Alberto und Micòl gesellschaftlich zurückgezogen im „magna domus“, einem im Laufe der Zeit aus den Ruinen einer Residenz zu einem mit Türmchen und Zinnen im neugotischen Stil ausgebauten Herrensitz. Dieser liegt inmitten eines „endlosen“, ca. zehn Hektar großen, durch eine Mauer von der Außenwelt abgeschlossenen Parks, dem „Barchetto del Duca“, den der Großvater Ermannos von den Marchesi Avogli gekauft hat.
Außer den benachbarten Plätzen in der italienischen Synagoge haben die beiden Familien keine Berührungspunkte. Eher steht eine „Glasscheibe“ zwischen ihnen. Der Vater des Erzählers ist Arzt, Freidenker, Kriegsfreiwilliger und Mitglied der faschistischen Partei seit 1919. Prof. Ermanno Finzi-Contini ist Geisteswissenschaftler. Politisch nicht engagiert, lehnt er es 1933 ab, in die faschistische Partei einzutreten, beruhigt aber die Stadtpolitiker mit einer Geldspende. Diese Unterschiede wirken sich auf das Leben der Kinder aus: Während der Erzähler das humanistische Gymnasium „G. B. Guarini“ besucht, erhalten Alberto und Micòl Privatunterricht, vielleicht auch, wie vermutet wird, weil der Erstgeborene Guido im Alter von sechs Jahren an spinaler Kinderlähmung gestorben ist und die Mutter befürchtet, ihre beiden anderen Kinder könnten sich auf einer öffentlichen Schule mit einer Krankheit infizieren. Der Vater des Erzählers verspottet dieses einsame, vornehm-zurückhaltende Leben Ermannos und Olgas als elitär. Sie seien im Grunde Neureiche, fühlten sich jedoch als Adlige.

### Blickkontakte 1929
Beide Familien haben in der italienischen Synagoge in der Via Mazzini benachbarte Bänke und die Kinder begegnen sich dort an Festtagen, an Pessach und Yom Kippur (Teil I, Kap. 4). Dabei zwinkert die blonde Micòl dem Erzähler zu und ihre Blickkontakte drücken eine Vertraulichkeit aus, derselben Gruppe anzugehören: „Die Blicke des Einverständnisses, all die vertraulichen Zeichen, die mir Bruder und Schwester gaben.“ Der Erzähler beobachtet bewundernd die Ergriffenheit und das verklärte Gesicht des Professors beim Gebet, während sein Vater sich als „moderner Jude“ fühlt und kaum zwanzig hebräische Wörter kennt. Diese Begegnungen finden ihr Ende, als Ermanno 1933 die nur noch als Möbellager benutzte kleine spanische Synagoge herrichten lässt und seine Familie nicht mehr die italienische besucht.
Ein zweiter Treffpunkt der ungefähr gleichaltrigen Kinder ist der Hof des „Guarini“-Gymnasiums. Auch hier winken sie sich zu, grüßen einander und schauen einander mit einem Lächeln an, wenn Alberto und Micòl jedes Jahr im Juni mit einer Kutsche zur Schule gebracht und dort als Privatschüler geprüft werden.
Zum ersten Gespräch des Erzählers und der ca. dreizehnjährigen Micòl mit dem nordischen „Blond der fille aux cheveux de lin“ kommt es im Juni 1929, als er nicht in die Obersekunda versetzt wird. Er hat Angst, nach Hause zu gehen und den Misserfolg seinem Vater mitzuteilen, denkt sogar an Selbstmord, treibt sich lange in der Stadt herum und fährt mit dem Fahrrad zur alten Wallanlage, der „Mura degli Angeli“ (I, 5 und 6). Auf der daran anschließenden, den „Barchetto del Duca“ abgrenzenden Mauer sieht er Micòl sitzen. Sie spricht ihm ihr Beileid über die Nichtversetzung aus und tröstet ihn, die Nachprüfung im Herbst sei kein Beinbruch. Sie fordert ihn auf, zu ihr hochzuklettern, doch er hat Höhenangst und redet sich mit der Gefahr heraus, dass sein teures Fahrrad gestohlen werden könnte. Sie steigt zu ihm hinunter und schlägt vor, das Rad in den unterirdischen Gewölben der Festungsanlage zu verstecken. Im dunklen Verlies träumt er davon, dass Micòl ihm nachfolgt und sie sich küssen, aber als er wieder den grasbewachsenen Wall erreicht, sitzt das Mädchen auf der Mauer und wird in den Garten zurückgerufen. Lächelnd zwinkert sie ihm zum Abschied zu.

### Rassengesetze
Mit dem zweiten Teil beginnt die 1938 und 1939 spielende Haupthandlung. Inzwischen sind der Erzähler, Alberto und Micòl 21–23-jährige Studenten. Der Erzähler studiert an der Philosophisch-Philologischen Fakultät der Universität Bologna, steht kurz vor seinem Abschluss und bereitet sich auf eine literaturwissenschaftliche Dissertation vor. Zu Beginn seines Studiums ist er im Einvernehmen mit seinem Vater Mitglied des faschistischen Studentenbunds geworden und hat 1936 an dem von der faschistischen Jugendorganisation GIL veranstalteten Wettbewerb „Litoriali für Kunst und Kultur“ in Venedig teilgenommen. Doch 1938, nach den Rassengesetzen und dem Verbot, die Vorlesungen zu besuchen, kritisiert er den Faschismus Mussolinis (II, 1). Während sein Vater anfangs die Rassengesetze bagatellisiert und meint, die Restriktionen gegen die Juden würden in Ferrara nicht angewendet werden, muss er spätestens nach seinem Ausschluss aus dem Klub der Kaufleute und der faschistischen Partei sowie nach dem Schul- und Universitätsverbot für seine Kinder diese Auffassung revidieren. Sein Sohn Ernesto kann, trotz unzureichender Französischkenntnisse, nur an der technischen Hochschule in Grenoble studieren und seine 13-jährige Tochter Fanny besucht jetzt eine israelitische Schule. Die Familie muss ihr Dienstpersonal entlassen und als Aushilfe die 60-jährige Ricca Cohen aus einem Altersheim einstellen.
Die Finzi-Contini reagieren auf den Ausschluss der Juden aus dem öffentlichen Leben mit ihrer Rückkehr in die italienischen Synagoge und mit der Öffnung ihres bisher verschlossenen Parks für Jugendliche, die vom Vizepräsidenten Marchese Ippolito Barbicinti aus dem Tennisclub „Eleonora d’Este“ ausgeschlossen worden sind, und ihre nichtjüdischen Freunde. Micòl und Alberto haben ihr Studium in Venedig bzw. Mailand unterbrochen: Sie hat ihre Dissertation an der Ca’ Foscari zuerst einmal aufgeschoben, während er wegen seiner angegriffenen Gesundheit pausiert und sich zu Hause mit seinen Hobbys beschäftigt. Später erfährt der Erzähler, dass Alberto an einer, von ihm und seiner Familie tabuisierten, bösartigen Geschlechtskrankheit leidet, an der er 1942 stirbt.
Vor diesem politischen Hintergrund entwickeln sich die Freundschaften der drei Protagonisten. Zwei Monate nach Verkündung der Rassengesetze rufen Alberto und Micòl den Erzähler während der Semesterferien an und laden ihn zusammen mit ein paar anderen jungen Leuten zum Tennisspielen ein. Kern der Gruppe sind Alberto und Micòl, der Erzähler und der ca. 26-jährige Chemiker Giampiero Malnate, Albertos Mailänder Studienfreund, der nach Dienstschluss dazukommt. Im Lauf der Zeit befreundet sich der Erzähler mit ihm, und sie diskutieren kontrovers über die politische Lage, das Münchner Abkommen über das Sudetenland und den Spanischen Bürgerkrieg. Malnate vertritt die kommunistische Perspektive, kritisiert die Nachgiebigkeit Englands und Frankreichs gegenüber Hitler und Mussolini und wirft dem Erzähler die Fehleinschätzung der Faschisten und des Rassenkults vor, was mit der Nähe seiner Familie zur faschistischen Partei erklärbar sei (III, 4, 5).

### Sommer 1938
Täglich trifft sich die weiß gekleidete Tennis-Gesellschaft im Finzi-Contini-Park (II, 2 und 3), sie wird vom Kutscher und Hausmeister Perotti sowie den Dienstmädchen Circe und Gina bewirtet sowie von den Gärtnern Titta und Bepi ironisch beobachtet. In dieser Insel-Atmosphäre entwickelt sich allmählich ein kompliziertes Beziehungsgeflecht zwischen der Vierergruppe. Für den Erzähler steht seine Freundschaft mit Micòl im Vordergrund, während die Vernetzungen der drei anderen für ihn, wie er später bemerkt, schwer durchschaubar sind.
In der ersten Phase der Beziehung geht die Initiative von Micòl aus. Sie sucht mit dem Erzähler die Zweisamkeit, indem sie ihn zu Erkundungen des großen Parks, anfangs mit dem Rad, einlädt (II, 5). Sie zeigt ihm die „Heiligkeit“ der von ihr bewunderten „großen, stillen, starken, nachdenklichen Bäume“, ihren Lieblings-Pflaumenbaum, dessen saure Früchte sie in ihrer Kindheit den Pralinen vorzog, und die im Treibhaus gezüchteten Pampelmusen. Dann folgen zu Fuß die „frommen Wallfahrten“ zu den Kindheits-Erinnerungsorten, den Plätzen, die sie mit ihrem Bruder gern aufsuchte: den Ruderboot-Anlegeplatz am Panfilio-Kanal, das Bauernhaus der Diener-Familie Perotti, ihren ihm bereits bekannten Mauerplatz. Sie erinnert den Erzähler an diese Zeit, in der sie, als sie ihn in der Synagoge sah, in ihn ein bisschen verliebt war, bevor das Leben sie trennte. Bei Regenwetter suchen sie Zuflucht in der Remise, in der die Geschwister früher für gute Sportnoten trainierten, und setzen sich in die alte, nicht mehr benutzte, aber immer noch von Perotti gepflegte Kutsche. Für Micol ist dieser Erhaltungsversuch eine sinnlose Aktion: „Auch die Dinge sterben […] Und wenn sie also sowieso sterben müssen, dann ist es besser, man lässt sie in Ruhe. Außerdem ist es auch besserer Stil.“ Später bereut der Erzähler, dass er damals nicht die Situation der Gemeinsamkeit genutzt hat, Micòl seine Liebe zu gestehen und sie zu küssen. Vielleicht, meint er, wäre dann alle anders gekommen.

### Winter 1938/39
Im dritten Romanteil ist der Sommer zu Ende (III, 1) und die Tennisgesellschaft löst sich auf. Der Erzähler telefoniert zwar oft mit Micòl, aber es entsteht nicht mehr die intime Atmosphäre der Spaziergänge im Park. Sie ist distanzierter und spricht über ihre Studienpläne. Sie beschreibt ihre venezianische „lattimi“-Glassammlung und charakterisiert die Tennisspieler und ihre Beziehungen zueinander. V. a. das Verhältnis Albertos zu Giampiero (Giampi) Malnate interessiert den Erzähler.
In der Nacht nach dem letzten Gespräch (III, 2) vor Micòls plötzlicher Abreise nach Venedig, wo sie ihre Dissertation voranbringen will, denkt der Erzähler über seine Gefühle ihr gegenüber nach. Während er die 13-Jährige geliebt hat, verunsicherte ihn die 22-jährige selbstbewusste, moderne, sportliche, v. a. unabhängige Studentin, und deshalb wich er ihren Initiativen aus. Im Traum sitzt er mit ihr in der geschlossenen Kutsche oder in ihrem Zimmer, fühlt sich jedoch durch die Dienerschaft beobachtet. Deshalb schlägt er vor, sie solle das Haus verlassen. Aber sie weiß nicht, wohin sie gehen soll, er denkt an die Plätze der Liebespaare auf der Wallanlage oder an eine Fahrt in zwei getrennten Zügen nach Bologna. Doch sogar im Traum verliert er den Mut weiterzusprechen, und sie lehnt alles ab und erklärt, „dass alles vergeblich, unmöglich und verboten sei; niemals würde sie mit [ihm] zusammen das Haus und den Garten verlassen.“
Bevor ihr Brief aus Venedig ihn erreicht, erfährt er von Micòls Abreise durch ein Gespräch mit Alberto. Dieser lädt ihn zu einem Besuch in der Villa ein (III, 3). Während Micòl über den Winter 1938/39 ihre Rückreise aus Venedig immer wieder hinauszögert und mit ihm über ihre Dissertation und Übersetzungen von Gedichten Emily Dickinsons korrespondiert, trifft er sich mit Alberto oft in dessen Studio, das dieser mit nach seinen Entwürfen angefertigten Möbeln ausgestattet hat. Sie trinken Tee, unterhalten sich über Ästhetik und hören Musik. Der Erzähler fühlt sich „herausgehoben […] aus der Zeit und ihrer Hoffnungslosigkeit“, und diese Besuche (III, 4, 5) werden für ihn, „so unentbehrlich […] wie irgendein Laster oder eine Droge, nur dass es [ihm] selbst unbewusst geblieben war.“
Nachdem der Erzähler nicht mehr die Stadtbibliothek in Ferrara betreten darf, bietet Professor Finzi-Contini ihm seine große Bibliothek als Arbeitsplatz für die Fertigstellung seiner Dissertation an (III, 5 und 6). Im Nachbarraum hat er sein Arbeitszimmer, sie besuchen sich gegenseitig und sprechen über kunstgeschichtliche und literarische Themen. Nach zweieinhalb Monaten, Mitte März, hat der Erzähler seine Dissertation über Panzacchi fertig gestellt.

### Frühling 1939
Zum Osterfest kehrt Micòl, die inzwischen ihr Doktorexamen bestanden hat, zur Familie zurück, und der Erzähler erhält zum Fest eine Einladung in die Villa (III, 7). Schon bei der Begrüßung wird deutlich, dass sich die Beziehung umgekehrt hat. Während er Micòl umarmt und spontan zum ersten Mal küsst, lehnt sie schwach ab und sieht ihn starr an. Auf seine Entschuldigung reagiert sie ausweichend und er denkt darüber nach, dass er die Gelegenheit zu einem Kuss früher hätte nutzen sollen und dass er sie in Venedig hätte besuchen können, und er fürchtet, dass es jetzt zu spät ist, aber er will nicht aufgeben und träumt weiter von einer Liebesbeziehung.
In der nächsten Zeit führt die Leidenschaft des Erzählers für Micòl zu absurden Situationen. Beispielsweise fragt er sie am Telefon, ob sie in die Synagoge komme, sie lässt es offen. Er wartet vor der Synagoge und beobachtet versteckt, wie sie mit ihrer Familie das Gebäude verlässt. Später erzählt er ihr davon und behauptet, sie habe ihn gesehen, aber nicht gegrüßt (IV, 1). Darauf entgegnet sie, warum er nicht einfach zu ihr gekommen sei, und reagiert auf seine Erklärung, dass sie nicht allein gewesen sei, belustigt: „[D]u bist ein komischer Mensch“. Auf seine Frage, ob sie sich über seine Begrüßung gefreut hätte, beendet sie das Gespräch genervt: „Lieber Gott, was für Geschichten.“ 14 Tage später eskaliert die Situation, als sie erkältet im Bett liegt und er sie besucht (IV, 2). Sie wiederholt ihre Bemerkung, er sei ein komischer Mensch, als er ihre Bewirtung mit den Worten „Ich möchte lieber nicht“ ablehnt. Er hat unbewusst ein Zitat aus einer Erzählung Melvilles gebraucht und Micòl vergleicht ihn jetzt mit der Titelfigur, dem kauzigen Bartleby und verwickelt ihn in eine lange Interpretationsdiskussion. Anschließend erzählt er ihr seinen Traum von ihr, kniet dann vor ihrem Bett und küsst sie. Als er noch zudringlicher wird und versucht, sie im Bett zu umarmen, erstarrt sie, wehrt ihn ab und fragt ihn, warum er das tue, es sei doch sowieso zwecklos. Nach dieser Zurückweisung spricht sie mit ihm offen über ihre Beziehung (IV, 3). Sie sei zwar in ihn verliebt gewesen, doch seit der Kutschenszene im Oktober wisse sie, dass zwischen ihnen „etwas Falsches, Irriges und höchst Gefährliches“ entstanden sei. Er sei für sie wie ein Bruder. Sie seien sich zu ähnlich, zu wenig Gegenwartsmenschen, zu sehr Träumer. Unter Liebe stelle sie sich eine Beziehung zwischen gegensätzlichen Menschen vor, einen „wilde[n] und grausame[n] Sport“, ohne sich um „Herzensgüte und Redlichkeit zur Milderung seiner Regeln zu bemühen“, und sie veranschaulicht dieses Gefühl mit einem Baudelaire-Vers. Ihre quasi geschwisterliche Beziehung wäre dagegen nur im Rahmen der Familien und der jüdischen Tradition denkbar: als Träumer im Ghetto. Er fragt sie nach ihrer Liebe zu einem anderen Mann. Sie verneint: „Was für Ideen!“, doch sie gibt zu, sie sei wie alle Menschen „lügnerisch, verräterisch, treulos…“ Sie habe „in [s]einen Augen stets so viel »Idealismus« gelesen, dass sie sich gewissermaßen gezwungen fühlte, besser zu scheinen, als sie in Wirklichkeit“ sei.

### Sommer 1939
Es kommt zu keiner Wiederbelebung des letzten Tennis-Sommers, weil die Finzi-Contini auf Druck der Faschisten die Mitglieder des Vereins „Eleonora d’Este“ nicht mehr in ihrem Park spielen lassen dürfen. In der Zeit, als Europa erst langsam, dann fortschreitend schneller „in den bodenlosen Sog eines Malstöms“ abgleitet, bleibt nur die Vierergruppe mit ihren schwierigen Beziehungen übrig (IV, 4, 5). Der Erzähler ist eifersüchtig und spricht Micòl, immer selbstquälerischer, auf ihre Männerbeziehungen an, in diesem Fall Malnate. Sie kritisiert, dass er mit seinen labyrinthischen Befragungen immer wieder von vorne anfängt, wünscht sich mehr Distanz und fordert ihn auf, nicht jeden Tag in die Villa zu kommen. Er hält sich an das Verbot und sagt sogar, als er am 29. Juni seine Doktorprüfung bestanden hat, die Einladung von Professor Finzi-Contini ab.
Der Erzähler sucht nun die Gesellschaft von Campiero Malnate (IV, 6–8). Sie treffen sich jeden Abend, gehen zum Essen in Restaurants, bummeln durch die Stadt, besuchen einen Rummelplatz billigster Art und Bordelle und unterhalten sich über Literatur. Schließlich spricht der Erzähler über seine Beziehungsprobleme im Haus Finzi-Contioni. Malnate erzählt ihm, dass Micòl und Alberto ihn sehr gern haben und von ihm liebevoll sprechen und dass er alles zu einseitig beurteilt. Darauf schildert der Erzähler seine Zärtlichkeiten und die Zurückweisungen durch Micòl detailliert. Offenbar hat Malnate diese Intensität nicht vermutet. Er reagiert auf diese Enthüllungen betroffen und verabschiedet sich schnell von ihm (IV, 8). Später, bei seinem heimlichen letzten Gang durch den nächtlichen Park, kommt dem Erzähler Malnates plötzlicher Aufbruch verdächtig vor und er sieht darin ein Indiz dafür, dass „Campi“ und Micòl ein sexuelles Verhältnis haben und sich nachts in der Umkleidehütte am Tennisplatz treffen (IV, 10).

### Abschied von den Finzi-Contini
Zum endgültigen Abschied des Erzählers von den Finzi-Contini führt ein Gespräch mit seinem Vater (IV, 9). Dieser ist jetzt nach seiner falschen Einschätzung der Faschisten dem Sohn gegenüber milder gestimmt und spricht freundschaftlich mit ihm über seine persönliche und berufliche Situation. Er macht ihm die Aussichtslosigkeit einer festen Beziehung klar, z. B. einer Verlobung und späteren Ehe: Er habe sein geisteswissenschaftliches Studium abgeschlossen, sei als Schriftsteller noch unbekannt und habe keinen Beruf, mit dem er einen großbürgerlichen Haushalt finanzieren könnte, zumal die Familie der Freundin ihnen gesellschaftlich und finanziell überlegen sei und es für ihn unehrenhaft wäre, von Micòls Mitgift und Erbe zu leben. „Frauen und Ochsen [nehme] man aus der Heimat“. Er solle sich männlich verhalten, seine Studien fortsetzen, nicht mehr in die Villa gehen und sich von seinen Zwangsvorstellungen befreien. Mit seinen 23 Jahren werde er die Krise in ein paar Monaten überwunden haben und sich reifer fühlen. Der Erzähler befolgt den Rat des Vaters und verabschiedet sich vom Finzi-Contini-Park mit einem nächtlichen Spaziergang (IV, 10).

### Epilog
Im Epilog skizziert der Erzähler das Schicksal der Familie Finzi-Contini: Alberto stirbt 1942 an einem Lymphogranulom. Micòl, ihre Eltern und die gelähmte Großmutter, Signora Regina, werden im September 1943 von Faschisten der Republik von Salò verhaftet, im November ins Konzentrationslager von Fòssoli bei Capri und dann nach Deutschland transportiert. Giampiero Malnate geht 1941 mit einem italienischen Expeditionskorps an die russische Front, wo er ums Leben kommt. Der Erzähler wird im Winter 1944 als Antifaschist inhaftiert. In der im selben Jahr durch einen Luftangriff stark beschädigten Villa der Finzi-Contini leben inzwischen etwa fünfzig einkommensschwache Familien.
Der Erzähler erinnert sich an die politischen Diskussionen des Antifaschisten Malnate mit Micòl. Wie in „einer Vorahnung ihres nahen Todes“ wiederholte sie immer wieder, „dass ihr die Zukunft an sich eine entsetzliche Vorstellung sei“ und dass sie das jungfräuliche, lebensvolle und schöne Heute vorziehe.

## Bassanis Ferrara-Erzählungen
Um Bassanis „Finzi-Contini“-Hauptwerk gruppieren sich einige Ferrareser Geschichten, in denen Nebenfiguren des Romans im Mittelpunkt stehen oder Episoden, die im Roman nur angedeutet oder ausgespart sind, ergänzt werden. Einige haben denselben Erzähler: „Die Brille mit dem Goldrand“, „Hinter der Tür“ und „Die Gärten der Finzi-Contini“. Die meisten Erzählungen behandeln die Folgen der Rassengesetze mit den Deportationen in der Zeit des Faschismus.
Hinter der Tür
Zeitlich kann man „Hinter der Tür“ nach dem 6. Kapitel des zweiten Teils der „Finzi-Contini“ einordnen: Der Protagonist ist im Juni 1929 nicht in die nächste Klasse versetzt worden und muss sich im Oktober einer Nachprüfung in Mathematik unterziehen. Während „Hinter der Tür“ einen Beziehungskonflikt während des ersten Oberstufenjahrs 1929/30 behandelt, springt in den „Gärten“ die Handlung ins Jahr 1938.
Die Brille mit dem Goldrand
In „Die Brille mit dem Goldrand“ schildert der Finzi-Contini-Erzähler das im Roman erwähnte Schicksal des homosexuellen Arztes Fadigati.
Der Spaziergang vor dem Abendessen
„Der Spaziergang vor dem Abendessen“ handelt von der Beziehungs- und Ehegeschichte des Arztes Elia Corcos und der Bauerntochter Gemma Brondi, die von der Ferrareser Gesellschaft als Mesalliance bewertet wird. Doktor Corcos wird im „Finzi-Contini“-Roman als Direktor des städtischen Krankenhauses und als Hausarzt der Familie Finzi-Contini erwähnt, z. B. bei der Behandlung des erstgeborenen Sohnes Guido, der 1914 stirbt. Der 90-jährige Corcos gehört, wie die mit ihm verwandte Familie Josz, zu den 1943 ins Konzentrationslager deportierten Juden, die nicht überleben.
Weitere Nachrichten über Bruno Lattes
Zur Tennis-Gesellschaft der „Finzi-Contini“ zählen auch der Rechtsanwalts-Sohn und Student Bruno Lattes und die 17-jährige Adriana Trentini. Über ihre mehrmals im Roman erwähnte Beziehung unterhält sich der Erzähler mit Micòl in III, 1. Nach den Rassengesetzen von 1938 zieht sich die „Arierin“ von Bruno zurück. Bruno reist der Freundin ins Seebad Abbazia in Istrien nach, muss aber dort seine Hoffnung auf die Weiterführung der Beziehung aufgeben.
Die letzten Jahre der Clelia Trotti
In der Erzählung „Die letzten Jahre der Clelia Trotti“ erlebt Bruno Lattes im Herbst 1946 die Überführung der drei Jahre zuvor im Gefängnis verstorbenen Clelia Trotti und erinnert sich an ihre Gespräche 1943. Im Herbst desselben Jahres ist er nach Rom gegangen und fast zwei Jahre später in die USA emigriert, wo er als Lehrbeauftragter für italienische Literatur an einer Universität arbeitet. Seine Eltern wurden 1943 ins Konzentrationslager deportiert und ihre Namen stehen auf der Gedenktafel. In den „Finzi-Contini“ erzählt Malnate von der „Sozialistin der humanitären Spielart“ Clelia Trotti, die er bei einer Versammlung kennengelernt hat (Teil III, Kap. 4). In der Erzählung „In einer Nacht des Jahres 1943“ werden ihre Entlassung aus dem Gefängnis und ihre erneute Inhaftierung im Jahr 1943 erwähnt.
Eine Gedenktafel in der Via Mazzini
Wie der mit ihm verwandte Arzt Corcos wird auch Geo Grosz über Fossoli nach Deutschland deportiert. Als einziger Überlebender von 183 jüdischen Mitbürgern findet Geo bei seiner Rückkehr seinen Namen auf der Gedenktafel in der Via Mazzini. Es kommt in der Folge zu Begegnungen mit ehemaligen Faschisten, u. a. seinem Onkel Geremia Tabet, einem aus den „Finzi-Contini“ bekannten Rechtsanwalt, der den Professor zur Beendigung der Tennis-Gesellschaft zwingt (IV, 4). Geos Mutter Luce ist seine Schwester. Während Tabets Familie überlebt, wird Geos‘ im Konzentrationslager ermordet.

## Biographische Bezüge
Die drei jüdischen Protagonisten des Romans sind im selben Alter wie der 1916 geborene Autor, und es gibt weitere Ähnlichkeiten zwischen ihm und dem Erzähler. Bassani wuchs in einer jüdischen Arztfamilie auf. Er hat zwei Geschwister, Paolo und Jenny. Seine Kindheit und Jugend verbrachte er in Ferrara, wo er 1934 am „Liceo classico Ludovico Ariosto“ das Abitur ablegte. Er studierte, als Pendler, Literaturwissenschaft an der Universität Bologna, schrieb eine Dissertation, veröffentlichte seine ersten literarischen Werke und arbeitete als Lehrer für Italienisch und Literatur an der privaten jüdischen Notschule „Ex Scuola Ebraica“. Am Ende des „Finzi-Contini“-Romans wird im Gespräch des Erzählers mit seinem Vater ein Leben des Sohnes als Schriftsteller und Privatlehrer angedeutet. Nach den Rassengesetzen von 1938 wurde Bassani aus dem öffentlichen Leben ausgegrenzt: Er durfte die Universität nicht mehr betreten und wurde aus dem Tennisklub „Marfisa d’Este“ ausgeschlossen. Wegen seiner Aktivitäten im antifaschistischen Untergrund war er von Mai bis Juli 1943 inhaftiert.
In seinen Erläuterungen zu den „Ferrareser Geschichten“ bezeichnet Bassani sein literarisches Ferrara als „dieses kleine, abgesonderte, von [ihm] erfundene Universum“. Er habe „in vielen Jahren so viel Mühe darauf verwandt[-], innerhalb der heimischen roten Mauern die Bühne für seine Literatur zu errichten.“ Der kleine Roman „Die Brille mit dem Goldrand“ sei der Beginn einer neuen Phase seiner Entwicklung als Autor gewesen. Dazu musste er sich selbst fragen: „Wer war ich, alles in allem?“ Um sich „vor einer übertriebenen emotionalen Beteiligung zu bewahren, kam [er] in den Ferrareser Geschichten so gut wie gar nicht vor.“ Er blieb „stets bedacht, [s]ich hinter den halb pathetischen, halb ironischen Künsten von Syntax und Rhetorik wie hinter einem Schutzwall zu verstecken.“ Von jetzt an wollte er „auf der Szene [s]eines kleinen Provinztheaters für [s]ich einen angemessenen Platz […] finden, nicht den einer Nebenfigur. Scheinwerfer also nun auch auf mich, auf den Schreibenden wie auf den Nichtschreibenden, auf alles von mir.“ Vielleicht, dachte er, lohnte es, „herauszutreten aus sich, wie aus einer Höhle, dass er sich zu erkennen gab und endlich zu sagen wagte: ›ich‹.“

## Adaptionen
Film
- Der Garten der Finzi-Contini

Hörbuch
- L&M Verlag Literatur und Musik Leuberg Edition 2000 (5 CDs, 376 Min.) Anne Bennent (Micol), Christian Brückner (Erzähler), Mark Oliver Bögel (Erzähler als junger Student), Jan Schreiber (Alberto) u. .a. Regie: Otto Düben
- Il Giardino die Finzi-Contini 1 MP3 Emons Edizioni, Sprecher: Marco Baliani, 2012, 2019.

Oper
- NYTF und New York City Opera. Musik: Ricky Ian Gordon, Libretto: Michael Korie, Choreographie: Richard Stafford, Regie: James Lowe.